# 銀
銀是一種化學元素，化學符號为Ag，原子序47，原子量為107.8682 u。銀為金屬，質地柔軟且帶有白色光澤，俗稱白銀，導電率、導熱率、反射率均在金屬中名列前茅。銀在地殼中以高純度的元素（自然銀）、與其他金屬形成合金，或以礦石的形式存在（如輝銀礦和角銀礦）。大部分的銀是銅、金、鉛和鋅精煉的副產品。
銀作為歷史悠久的貴金屬，金融上被用於許多投資型硬幣中，有時與金一起使用，形成金銀複本位制度。雖然銀的豐度高於金，但它作為自然金屬的豐度低於金。
銀的純度通常以千分比描述，例如純度94％的銀合金在英文中被稱為「0.940 fine」。銀的用途廣泛，除了貨幣和投資媒介（硬幣和金條）以外，也用於太陽能電池、淨水器、珠寶、裝飾品、高價值餐具和器具（因此有銀器之稱）、電氣接觸、導電材料、特殊用途的鏡面及窗戶塗料、催化劑、彩繪玻璃的著色劑，以及糖果中的食用色素。此外，銀的化合物用於照相底片和X光底片。硝酸銀和其他銀化合物的稀溶液可作為消毒劑，添加到繃帶和傷口敷料、醫用導管和其他醫療器材中。

## 性质

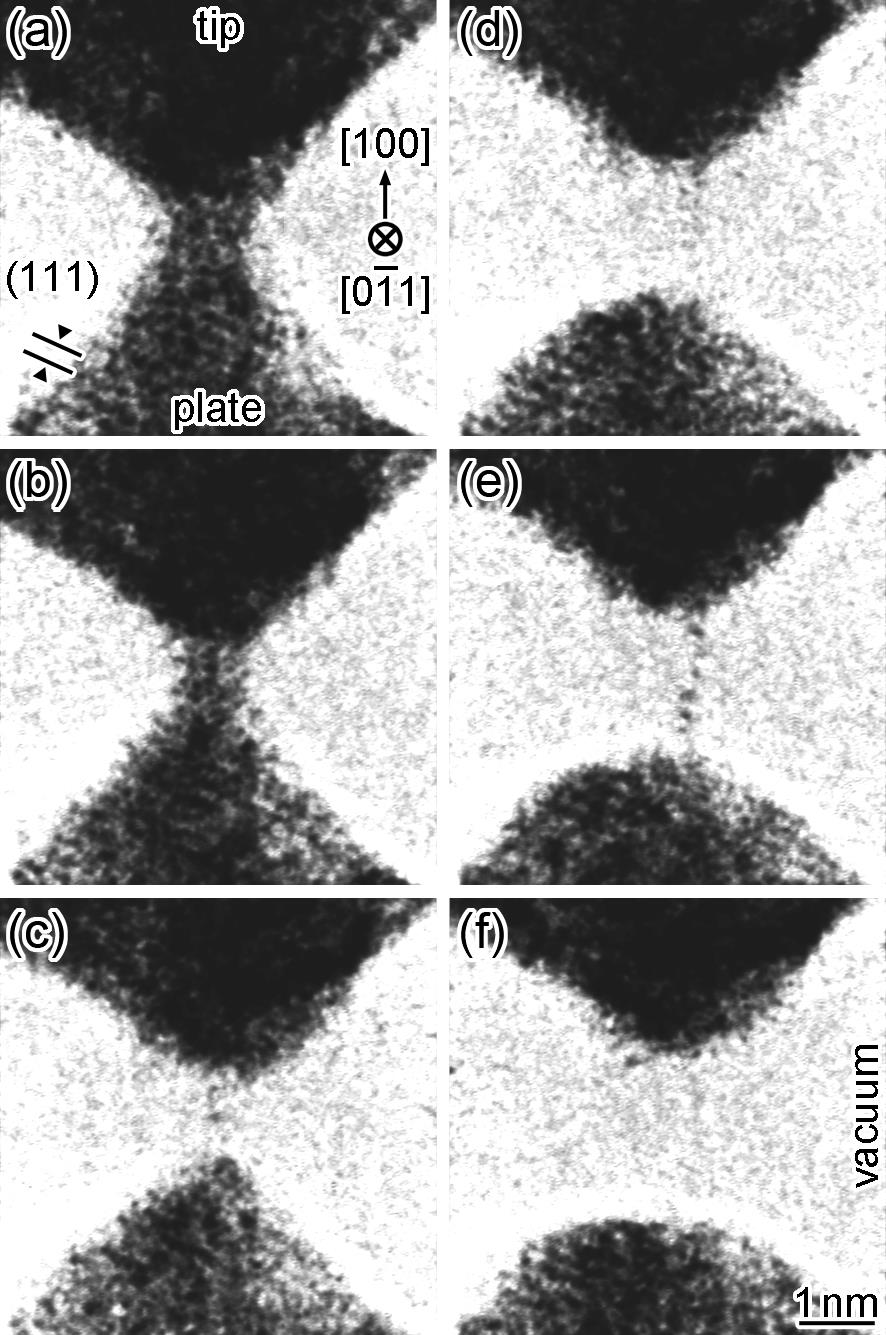
銀具有極強的延展性，可以拉成一個原子寬的金屬絲

銀原子具有47個電子，電子組態為Kr4d105s1，價電子組態類似於銅（Ar3d104s 1）和金（Xe4f145d106s1），這導致金、銀、銅的物理和化學性質相似，三者都被歸類為元素週期表中的11族元素；11族也是d區元素中少數電子組態完全一致的族。銀的價電子組態比較特別，在全滿的d副殼層上還有一個半滿的s副殼層，這是許多奇異性質（例如導電性、標準電極電位等等，詳見下文）的成因。
銀以面心立方晶格結晶，體積配位數為12，這點也類似於銅和金。

### 物理性质
纯白银颜色白，有金属光泽ff质软，掺有杂质后变硬，颜色呈灰、红色。纯白银的比重为10.5，熔点961.78 °C。
因為獨特的電子組態，銀原子之間的金屬鍵缺乏共價特徵，而且強度相對較弱。這種特性可以解釋單晶銀的低硬度和高延展性。因此可以碾压成只有0.3微米厚的透明箔，1克重的银粒就可以拉成约两公里长的细丝。
銀具有明亮的白色金屬光澤，這一特性也成為「銀色」的名稱來源此外，銀還可以進行高度拋光。銀的反射率甚佳；當入射光的波長大於450 nm時，銀的反射率大於鋁。不過當波長小於450 nm時，銀的反射率低於鋁，並在310 nm附近下降到零。
11族元素普遍具有極高的導電性和導熱性。因為它們有半滿的s副殼層，而且s副殼層不跟全滿的d副殼層產生相互作用；這種相互作用發生在其他過渡金屬中，會降低電子的躍遷。
銀的導電率是所有金屬中最高的，接觸電阻則是所有金屬中最低的。不過由於銀的成本較高，所以沒有廣泛運用在導線，反而是銅線比較常用；但射頻工程是一個例外（尤其是特高頻和更高的頻率），這是因為交流電在射頻下有較為顯著的集膚效應（亦即電流傾向在導體表面流動），所以鍍銀可以改善導線的導電性。另外，美國在二戰期間使用了13540噸的銀製造電磁鐵，用來濃縮鈾，主要是因為戰時銅的短缺。
純銀的熱導率高於其他所有金屬，不過低於非金屬碳（金剛石）和超流體氦-4。
銀容易與銅、金以及鋅形成合金。鋅濃度較低的鋅－銀合金可視為「鋅溶於銀」的面心立方固體溶液，其結構與純銀類似。而隨著鋅的濃度上升，價電子濃度也上升，晶體結構會逐步轉換成體心立方（電子濃度 1.5）、複雜立方（電子濃度 1.615）和六方最密堆積（電子濃度 1.75）。

### 同位素
自然界存在的銀有两种稳定同位素：107Ag和109Ag，其中前者的豐度略高（51.839%）。銀的两种同位素豐度幾乎相同，這在元素周期表中十分罕見（溴是另一個例子）。銀的原子量是107.8682(2) 克/摩爾。由於銀化合物（尤其是鹵化銀）在重量分析法中很重要，所以銀的原子量也是分析化學中一項非常重要的參數。就核合成而言，銀的兩種穩定同位素都是透過中子捕獲產生的（一種是在恆星中透過S-過程產生的，另一種是在超新星中透過R-過程產生的）。
銀有二十八個放射性同位素的特性已被測定，其中最穩定的依次是105Ag（半衰期41.29天）、111Ag（半衰期7.45天）、112Ag（半衰期3.13小時）。銀也有很多亚稳态核素，其中最穩定的依次是108mAg（半衰期418年）、110mAg（半衰期249.79天）、106mAg（半衰期8.28天）。其餘的放射性同位素的半衰期均短於一小時，大部分短於三分鐘。
銀的同位素原子量从92.950（94Ag）到129.950（130Ag）不等。丰度最高的稳定同位素（107Ag）之前的同位素的衰变类型主要是電子捕獲，生成钯（46号元素）的同位素，而107Ag之后的同位素的衰变类型则主要是β衰變，生成镉（48号元素）的同位素。
107Pd β衰變成107Ag的半衰期為650萬年。鐵隕石是仅有的「鈀-銀比」高到可以測量107Ag富度變化的物体。由放射性产生的107Ag首次发现于1978年美國聖塔克拉拉的隕石。發現者提出，一些小型鐵核的行星與其異體，可能是在一千多萬年前的核合成事件中產生的。從這熔化過的星球本體中，觀察到的107Pd–107Ag比值，反映出早期太陽系的吸積中應存在著不穩定的核種。

## 化學
| 氧化态     | 配位数 | 立體化學   | 代表的化合物    |
| ---------- | ------ | ---------- | --------------- |
| 0（d10s1） | 3      | 平面       | Ag(CO)3         |
| 1（d10）   | 2      | 線性       | [Ag(CN)2]-      |
| 1（d10）   | 3      | 三角形平面 | AgI(PEt2Ar)2    |
| 1（d10）   | 4      | 四面體     | [Ag(diars)2]+   |
| 1（d10）   | 6      | 八面體     | AgF，AgCl，AgBr |
| 2（d9）    | 4      | 方形平面   | [Ag(py)4]2+     |
| 3（d8）    | 4      | 方形平面   | [AgF4]-         |
| 3（d8）    | 6      | 八面體     | [AgF6]3-        |

就氧化性來說，銀是一種相當不活潑的金屬。銀的標準電極電位很高（E0(Ag+/Ag)= +0.799 V）。這是因為它的4d副殼層全滿，不能有效屏蔽最外層5s軌域的靜電力。
在11族元素中，銀的第一游離能最低（730.8 kJ/mol，表現出5s軌域的不穩定性），不過第二和第三游離能高於銅和金（表現出4d軌域的穩定性），因此銀最常見的化合價是+1。在同一週期的過渡元素中，化合價的範圍由左至右越來越小，這是因為隨著d副殼層逐漸被填滿，能量也趨於穩定。
在形成離子方面，銀和銅有些許差異；雖然銅(II)離子（Cu2+）缺乏穩定填滿的d副殼層，但是它的水合焓大於銅(I)離子（Cu+，舊稱亞銅離子），這造成Cu2+在水溶液和固體中更穩定；銀本來也應該出現這種效應，但是由於銀的第二游離能太大，所以Ag2+的穩定性較差，反而讓Ag+成為水溶液和固體中較穩定的離子。
由於銀的原子半徑較小，第一游離能較高，大多數銀化合物都有顯著的共價性。此外，銀的電負度為1.93，高於鉛（1.87）；電子親和力方面，為125.6 kJ/mol，遠遠高於氫（72.8 kJ/mol），並且略低於氧（141.0 kJ/mol）。由於d副殼層全滿，銀在化合價為+1的時候不太像4族到10族的過渡金屬；它通常可以形成相當不穩定的有機金屬化合物、線性錯合物（配位數非常低，只有2）、兩性氧化物以及後過渡金屬之類的秦特相。另外，即使沒有π受體配基，銀的+1氧化態也是穩定的，這點也與其他過渡金屬不同。

### 化學反應

#### 與酸的反應
銀不易與稀硫酸反應，因此硫酸在珠寶製造中用來清洗银焊及退火后留下的氧化铜火痕。
不過銀可以溶解於溶於熱濃硫酸：
2Ag + 2H
2SO
4 (濃)  →  Ag
2SO
4 + SO
2↑ + 2H
2O
銀溶於硝酸，生成硝酸銀，其副產物取決於溫度與硝酸濃度。與濃硝酸反應時，連帶生成二氧化氮；與稀硝酸反應時，則是生成一氧化氮。
Ag + 2HNO
3(濃)  →  AgNO
3  + NO
2↑ + H
2O
3Ag + 4HNO
3(稀)  →  3AgNO
3 + NO↑ + 2H
2O

#### 與鹼的反應
在空氣存在下，特別是在過氧化氫存在下，銀容易溶解在氰化物的水溶液中。

#### 與鹵素的反應
銀在常溫下與鹵素反應很慢，只有在高溫下可生成鹵化銀：
2Ag + F
2  →  2AgF（暗棕色）
2Ag + Cl
2  →  2AgCl（白色）
2Ag + Br
2  →  2AgBr（淡黃色）
2Ag + I
2  →  2AgI（黃色）
銀也可能與氟形成+2價的二氟化銀：
Ag + F
2  →  AgF
2

#### 與氧族元素的反應
即使在炙熱下，銀也不會和氧氣發生反應，其反應性小於銅、大於金。
銀會與硫及硫化物發生反應。例如銀與硫加熱化合成硫化銀（Ag
2S）：
2Ag + S  →  Ag
2S
又如：銀在空氣中與硫化氫（H
2S）反應，形成黑色的硫化銀（Ag
2S）。
4 Ag + O
2 + 2 H
2S  →  2 Ag
2S + 2 H
2O
這是銀幣或銀製物品失去光澤的原因之一。當銀製電器觸點在富含硫化氫的環境下工作時，觸點上的硫化銀會還原生成銀晶鬚。
银和硒、碲的反应为：
2 Ag + Se → Ag2Se
2 Ag + Te → Ag2Te

## 化合物
銀的常見氧化態為+1價（最穩定的狀態），較少見也較不穩定的為+2價（例如二氟化銀）、甚至是+3價（例如三氟化銀）。

### +1價化合物

#### 硝酸鹽
硝酸銀是一種透明或白色晶體，易溶於水，成為無色透明溶液。實驗室中，硝酸銀是銀(I)離子的主要來源；在工業上，硝酸银是合成许多其他銀化合物的原料，也可作為防腐劑，还用于彩色玻璃中的黄色添加剂。

#### 鹵化物

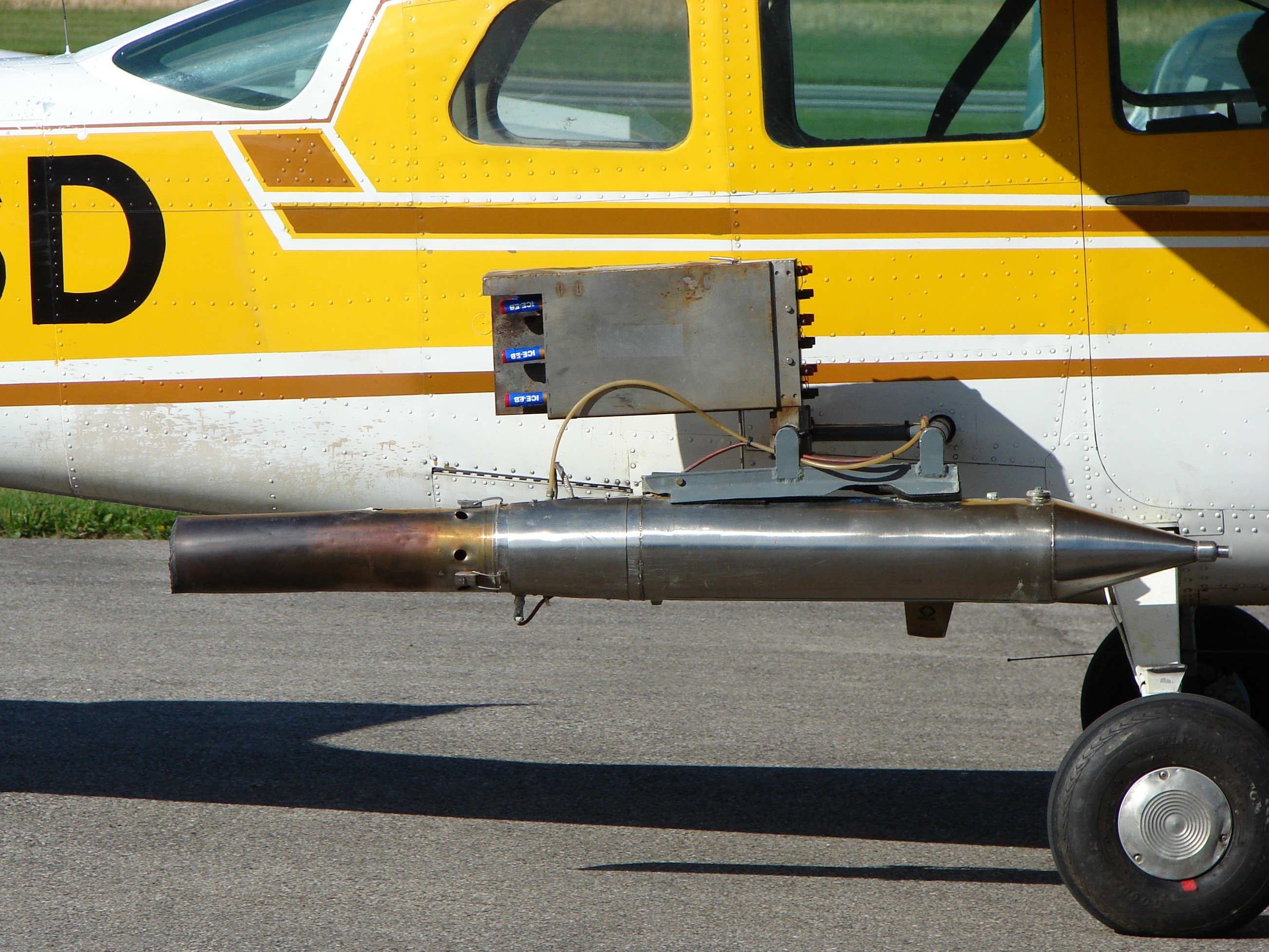
輕型飛機Cessna 210为人工降雨装备了碘化银產生器。

銀的鹵化物稱為鹵化銀。銀(I)離子的鹵化物包含氟化银（AgF）、氯化银（AgCl）、溴化銀（AgBr）、碘化銀（AgI），其中除了氟化银溶於水以外，其餘三者皆難溶於水，所以它們透過向銀(I)離子中加入鹵素離子而沉澱出來：
Ag+
 + Cl−
  →  AgCl↓（白色）
Ag+
 + Br−
  →  AgBr↓（淡黃色）
Ag+
 + I−
  →  AgI↓（黃色）
銀(I)離子因而常用於檢驗氟以外的鹵素離子，也用於重量分析法。
氯化銀可用於製造檢測pH值和測量電位的玻璃電極，以及用于玻璃的透明水泥。將碘化銀撒入雲層中，可以製造人工降雨。
氟化銀的二水合物、氯化銀、溴化銀和碘化銀都是感光性物質，後三者可製造黑白照相術中的感光乳劑，目前較常用的是後兩者。在照相術等領域中，銀鹽（silver salt）常代指鹵化銀。

#### 氧化物與氫氧化物
向銀(I)離子加入氫氧化鈉，可短暫形成白色的氫氧化銀沉澱，但不穩定，會立即分解為棕黑色的氧化銀（Ag
2O），所以化學反應一般寫成：
2 Ag−
 + 2 OH−
  →  Ag
2O↓ + H
2O
氧化銀可作為氧化銀電池的正極（陰極）。

#### 氨錯合物
雖然銀(I)離子與氨水也可形成氧化銀沉澱：
2 Ag−
 + 2 NH
4OH  →  Ag
2O ↓ + H
2O + 2 NH+
4
但是當銨離子過量時，可形成二氨合銀(I)錯離子（[Ag(NH
3)
2]+
），因而使氧化銀溶於氨水：
Ag
2O + 4HN
3 + H
2O  →  [Ag(NH
3)
2]+
 + 2OH−

[Ag(NH
3)
2]+
溶液也稱為銀氨溶液或者多侖試劑，具有弱氧化性，可使醛基的有機化合物（例如醛類、甲酸、葡萄糖等）氧化，同時使銀(I)還原為金屬銀，這稱為銀鏡反應，實驗室中可用來檢驗醛基的存在，工業上可以在玻璃上鍍銀、製造鏡子。

#### 碳酸鹽
銀(I)離子遇碳酸根可沉澱得黃色的碳酸銀（Ag
2CO
3）：
2 Ag−
 + CO2−
3 → Ag
2CO
3 ↓
碳酸銀可溶於酸，變回銀(I)離子，並分解出二氧化碳：
Ag
2CO
3 + 2H+
  →  2Ag−
 + H
2O + CO
2 ↑

#### 氰化物與氰錯合物
銀離子與氰根離子（CN−
）形成白色的氰化銀（AgCN）沉澱
Ag−
 + CN−
 → AgCN ↓
但是溶液如果有過量的CN−
，就可形成錯離子[Ag(CN)
2]−
和[Ag(CN)
3]−
，於是可進一步溶於水。氰化銀鉀（KAg(CN)
2）為Ag(CN)−
2與鉀離子形成之錯鹽，可以用於電鍍銀。

#### 硫氰酸鹽
硝酸銀和硫氰酸鉀反應生成硫氰酸銀：
AgNO
3 + KSCN  →  AgSCN ↓ + KNO
3

#### 具有爆炸性的鹽
在乙醇（C
2H
5OH）的存在下，銀與硝酸反應可形成雷酸銀（AgONC），這是一種對碰撞很敏感的強烈炸藥，可用於雷管。其他危險易爆的銀化合物包括疊氮化銀（AgN
3），由硝酸银与叠氮化钠 （NaN
3）反应得到；還有乙炔银（Ag
2C
2），由硝酸银或银氨溶液与乙炔（C
2H
2）反应得到。

### 其它價態的化合物
银還能形成其它價態的化合物，如+½價的氟化亚银（Ag
2F）、+2價的二氟化银（AgF
2）、一氧化银（AgO）、+3價的三氟化銀等。銀的+3價化合物需要非常強的氧化劑（例如氟或過二硫酸鹽）才能得到。而且有些+3價化合物會與大氣中的水分反應，並腐蝕玻璃。實際上，三氟化銀通常是由銀或氟化銀(I)與已知最強的氧化劑二氟化氪反應而獲得。

## 語源
銀的拉丁文為（比較古希臘語 , árgyros），源於原始印歐語字根 h₂erǵ-，意為「白色」或「閃亮的」。也是其化學符號Ag的來源。
銀的英文在古英語中有許多拼法，例如和。同源詞有古高地德語的、哥德語的、古諾斯語的，這些全都源自原始日耳曼語的*。
銀，古稱白金。漢語族的「銀」與藏語（dngul）、緬甸語（ngwe）同源。日語漢音、韓語、越南語儒字均源自中古漢語。

## 歷史
因為銀的活躍性低，其元素型態容易被發現，也容易被萃取，故此在古時的中國和西方分別已認定為五金和煉金術七金之一。古代西方的煉金術和占星術也將七金中的銀與七曜中的月連結，排序在金和日之後。

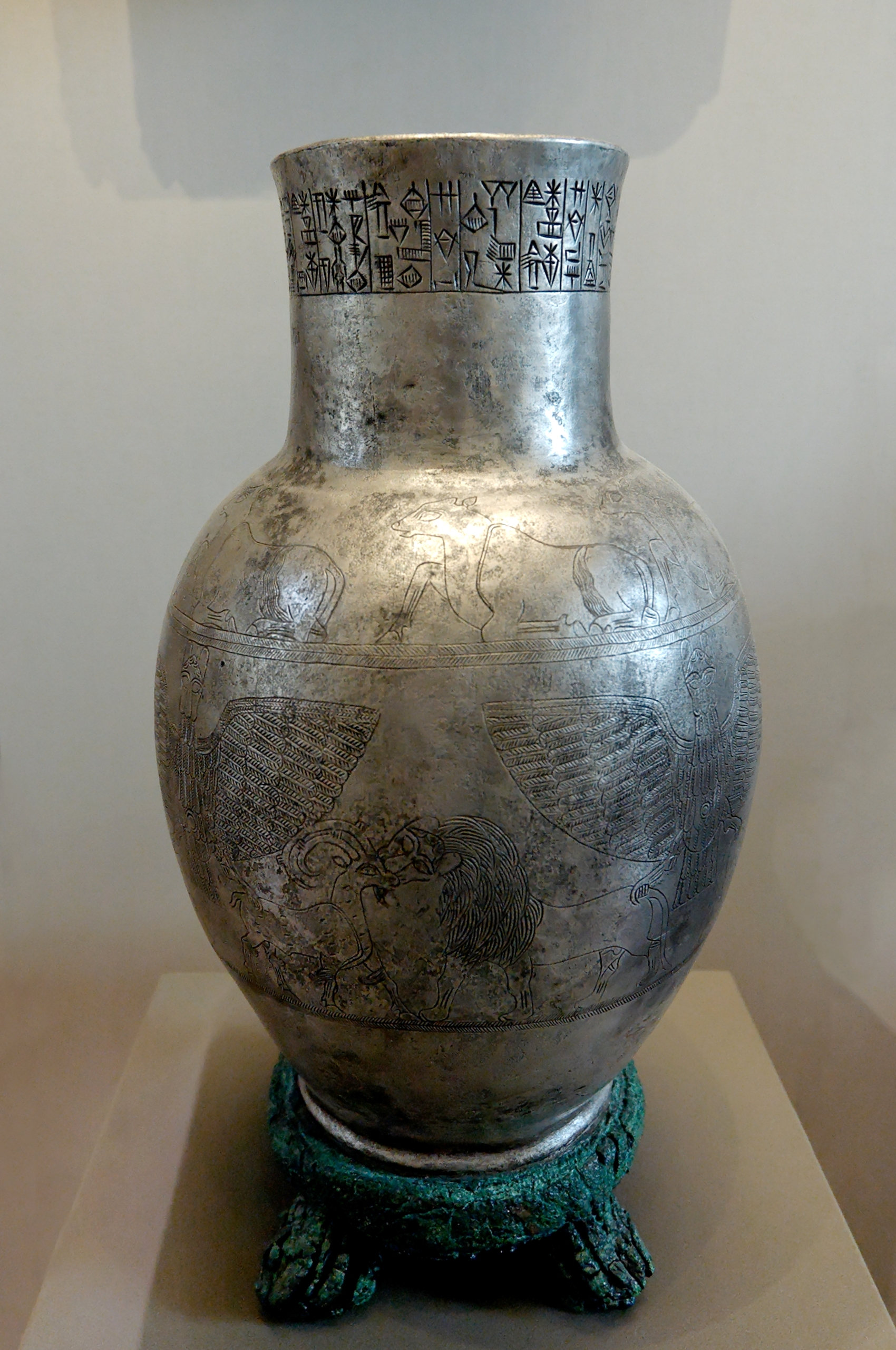
銀製花瓶，约2400 BC
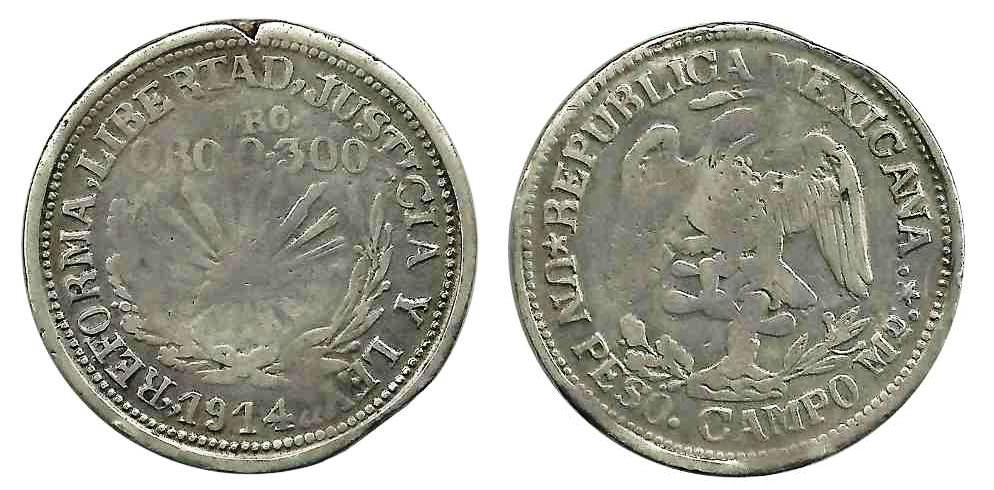
以白銀作為原料鑄造的貨幣（墨西哥銀圓）

## 應用
- 製造銀器，如燭台、餐具，還有勋章、獎座、獎盃、獎牌（銀牌）等等。
- 製成銀飾，如首飾、戒指。較好的材質為925銀，即92.5%銀加入7.5％的銅，為Tiffany & Co.所開創的標準。
- 與汞、錫等其他金屬在室溫混合成的混合物，得廣泛用於牙醫上。
- 製造控制棒來控制核連鎖反應。
- 工業上或實驗室中用作催化劑。
- 在電子工業上是重要的導電材料。
- 製造合金、硝酸银和其它銀的化合物等。
- 用作製造鏡子反光面。

## 金融用途

### 貨幣
已知最早的硬幣是在公元前600年左右在小亞細亞的呂底亞王國鑄造的；呂底亞的硬幣是琥珀金製成的，這是一種天然存在的金和銀的合金，可在呂底亞境內使用。自從那時，人類金融史發展出銀本位制（以固定重量的白銀作為標準會計計量單位），散佈至世界各地，直到20世紀為止都是主流的貨幣制度。歷史上著名的銀幣包括古希臘的德拉克馬、古羅馬的第納里烏斯、伊斯蘭的迪拉姆、古印度的卡夏帕那（自莫臥兒帝國時代起成為盧比，混合了金、銀、銅）、古中國的銀兩以及西班牙銀圓等。由於銀幣這個用途，在許多語言中，「銀」這個詞也有金錢的意涵（例如法語），或者被當作金錢的量詞（例如客家話「個銀」）。此外，漢語族、日語、韓語等語言均以「銀行」指稱金融機構。
銀幣的製造過程如下：將棒狀或錠狀鑄銀壓製成正確的厚度、進行熱處理、再切割，成為胚板，然後用壓鑄機壓模機研磨、壓製這些胚板；現代壓鑄機每小時可生產8000個銀幣。
用於造幣的銀相對其他用途的佔比隨時間波動很大，例如在戰時，人們往往用更多的銀來鑄造錢幣，為戰爭提供資金。

### 金融商品
如今，白銀是四種貴金屬商品中的一種（其他為鈀、鉑和金），它的ISO 4217代碼為。除了現貨以外，白銀也是期貨、選擇權、權證、ETF等衍生性金融商品的標的物。
白銀價格通常以金衡盎司为单位計算。1金衡盎司等於31.1034公克。不過2015年中國恢復了公制，目前銀和金的價格是以公克為單位。
和黃金一樣，儘管白銀的實體市場分佈在全球，但大多數批發櫃檯買賣交易都是透過倫敦金銀市場進行清算的，所交易的商品在中文圈又被稱為「倫敦銀」。價格每天在倫敦時間的中午發布一次，交易週期為24小時，世界各國的銀行會以倫敦金銀市場協會（LBMA）成員的身份參與交易；據統計，倫敦金銀市場每天清算的白銀重量可達2億金衡盎司，交易額超過5億美元。在倫敦金銀市場，白銀通常是用美元（USD）、英鎊（GBP）和歐元（EUR）報價。
1980年3月27日星期四銀價曾大幅下跌，史稱白銀星期四。2024年1月，白銀的價值為落在每金衡盎司23.06美元左右，約合每公斤745.58美元。近50年來黃金和白銀的價格比大約是55:1，兩者的價格沒有恆久不變的關係。

## 在生物中作用
银的离子以及化合物对某些细菌、病毒、藻类以及真菌显现出毒性，但对人体却几乎是完全无害的。银的这种杀菌效应使得它在活体外就能够将生物杀死。然而，银制品的测试以及标准化却存在很大难度。
希波克拉底曾经有描述银在治疗和防止疾病方面的功用。腓尼基人曾经用银瓶子来盛放水、酒和醋，以此防止这些液体變壞。20世纪初期，人们也曾把银币放在牛奶，以此来延长牛奶的保鲜期。银的杀菌机制长期以来一直为人们所争论探讨，但至此还没有确凿的定论。其中一个很好的例子是微动力效应，成功的解释了银离子对微生物的作用，但却不能解释其对病毒的作用。
凝胶以及绷带大量使用銀。银的抗菌性来源于银离子。由于银离子可以和一些微生物用于呼吸的物质（比如一些含有氧、硫、氮元素的分子）形成强烈的结合键，以此使得这些物质不能为微生物所利用，从而使得微生物窒息而亡。
在抗生素發明之前，银的相关化合物曾在第一次世界大战时用于防止感染。
银作为效用广泛的抗菌剂正在进行新的应用。其中一方面就是将硝酸银溶于海藻酸盐中，用于防止伤口的感染，尤其是烧伤伤口的感染。2007年，一个公司设计出一种表面镀上银的玻璃杯，这种杯子号称具有良好的抗菌性。除此之外，美国食品和药品管理协会（FDA）最近也审批通过了一种内层镀银的导气管的应用，因为研究表明这种导气管能够有效的降低导气管型肺炎。
銀並不會對人的身體產生毒性，但長期接觸銀金屬和無毒銀化合物也會引致銀質沉著症，在皮膚表面會顯現灰藍色。

## 備註
1. ↑  硝酸與銅反應時，也有類似現象。
2. ↑  銅在空氣中加熱到紅熱時形成氧化銅(I)
3. ↑  銅則是與硫形成綠色硫酸鹽 ，而金則不反應。
4. ↑  中古漢語的「銀」字為語巾切，鄭張尚芳擬音為/ŋˠiɪn/，「語」母屬疑母，北方漢語多半為零聲母（如官話 yín），南方漢語多半帶有聲母軟顎鼻音 /ŋ/（如廣州話ngan4）、硬顎鼻音 /ɲ/ 或齦顎鼻音 /ȵ/（如上海話 6gnin、四縣話、福州話）或濁軟顎塞音 /ɡ/（如廈門話）。「巾」韻屬臻攝開口三等。

## 引用文獻
- Brumby, Andreas; Braumann, Peter, , , Weinheim: Wiley-VCH, 2005, doi:10.1002/14356007.a24_107.pub2
- Greenwood, Norman Neill; Earnshaw, Alan. . 2016. ISBN 978-0-7506-3365-9. OCLC 1040112384 （英语）.
- Weeks, Mary Elvira; Leichester, Henry M. . Easton, PA: Journal of Chemical Education. 1968. ISBN 978-0-7661-3872-8. LCCN 68-15217 （英语）.

## 延伸阅读
[在维基数据编辑]
 《欽定古今圖書集成·經濟彙編·食貨典·銀部》，出自陈梦雷《古今圖書集成》

## 外部連結
- 元素銀在洛斯阿拉莫斯国家实验室的介紹（英文）
- —— 銀（英文）
- 元素銀在The Periodic Table of Videos（諾丁漢大學）的介紹（英文）
- 元素銀在Peter van der Krogt elements site的介紹（英文）
- WebElements.com – 銀（英文）